# Haqvin Malmros

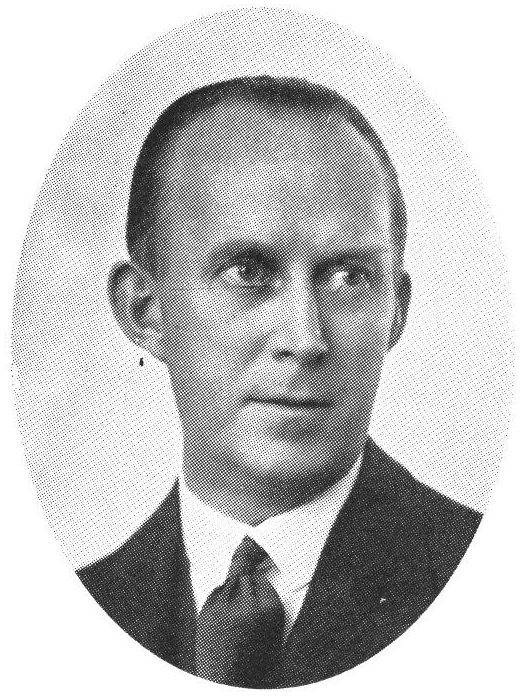
Haqvin Malmros, porträtt från tiden i Örebro. Svenskt porträttgalleri 1939.

Haqvin Malmros, född 7 november 1895 i Skabersjö församling, Malmöhus län, död 12 mars 1995 i Lund, var en svensk läkare.
Efter studentexamen i Malmö 1914 blev Malmros medicine kandidat 1917, medicine licentiat 1923, medicine doktor i Lund 1928 och docent samma år. Han var lasarettsläkare i Örebro under åren 1935–1950. Han utnämndes till professor i praktisk medicin vid Lunds universitet och överläkare vid medicinska kliniken, Lunds lasarett år 1950. På den posten var han verksam fram till sin pensionering år 1962.
Efter pensioneringen var han chef för medicinska forskningslaboratoriet för arteriosklerosstudier vid Lunds universitet 1962–1970. Som sådan blev han tidigt en förespråkare för kolesterolhypotesen, vilken kopplar kolesterolintaget och kolesterolnivåer i blodet till hjärt- och kärlsjukdom. Han var en ivrig folkbildare.
Han invaldes som ledamot av Fysiografiska sällskapet i Lund 1950. För sina insatser belönades Malmros med Nordstjärneorden. Han är begravd på Norra kyrkogården i Lund.

## Biografi
- A study of glycosuria with special reference to the interpretation of the incidental finding of a positive reduction test, avhandling 1928
- Undersökningar över lungtuberkulosens början hos vuxna, med Erik Hedvall, 1938
- Lungsjukdomar, 1945
- Allergiska sjukdomar, med Olof Brandberg och Fritz Geffcken, 1948
- Ät rätt fett, ICA-förlaget 1979
- Ett 60-tal vetenskapliga publikationer förtecknade i PubMed

### Fotnoter
1. 1 2   Sveriges dödbok 1901–2009 Swedish death index 1901–2009 (Version 5.0). Solna: Sveriges Släktforskarförbund. 2010. Libris 11931231